# Bark
| Оценки критиков          | Оценки критиков |
| Источник                 | Оценка          |
| ------------------------ | --------------- |
| AllMusic                 | [ 1 ]           |
| Christgau's Record Guide | C+              |
| Rolling Stone            | положительный   |

Bark — шестой студийный альбом американской психоделической рок-группы Jefferson Airplane, выпущенный в 1971 году на своём собственном лейбле Grunt Records. Это был первый альбом без основателя группы Марти Балина и первый с виолончелистом Папа Джон Крича.

## Список композиций
| №   | Название                                                     | Автор(ы)                     | Длительность |
| --- | ------------------------------------------------------------ | ---------------------------- | ------------ |
| 1.  | «When The Earth Moves Again»                                 | Пол Кантнер                  | 3:51         |
| 2.  | «Feel So Good»                                               | Йорма Кауконен               | 4:35         |
| 3.  | «Crazy Miranda»                                              | Грейс Слик                   | 3:21         |
| 4.  | «Pretty As You Feel»                                         | Кэссиди, Ковингтон, Кауконен | 4:25         |
| 5.  | «Wild Turkey»                                                | Йорма Кауконен               | 4:35         |
| 6.  | «Law Man»                                                    | Грейс Слик                   | 2:40         |
| 7.  | «Rock And Roll Island»                                       | Пол Кантнер                  | 3:40         |
| 8.  | «Third Week In The Chelsea»                                  | Йорма Кауконен               | 4:40         |
| 9.  | «Never Argue With A German If You're Tired Or European Song» | Грейс Слик                   | 4:31         |
| 10. | «Thunk»                                                      | Джои Ковингтон               | 2:57         |
| 11. | «War Movie»                                                  | Пол Кантнер                  | 4:41         |

## Участники записи
- Грейс Слик — Ведущий вокал, фортепиано
- Пол Кантнер — Ритм-гитара, бэк-вокал
- Йорма Кауконен — Соло-гитара, бэк-вокал
- Джек Кэссиди — бас-гитара
- Джои Ковингтон — барабаны, перкуссия, вокал
- Папа Джон Крич — скрипка (1, 4, 5)

Приглашённые музыканты
- Билл Лауднер — вокал (11)